# Повстання натчез
Повстання натчез — низка збройних конфліктів між індіанською конфедерацією натчез та французькою колонією Луїзіана, що відбувалися з 1716 до 1730 року й завершилася поразкою індіанців.

## Передумови
У 1699 році патент на освоєння цієї території отримали сини канадського колоніального чиновника брати П'єр Ле Муан д'Ібервіль і Жан-Батист Ле Муан де Б'єнвіль. 1700 року у затоці західніше гирла Міссісіпі було засновано форт.
Перший губернатор Луїзіани д'Ібервіль відразу ж повинен був вирішити проблему відносин з сусідніми індіанськими племенами. 1713 року в гирлі Міссісіпі виросло нове французьке укріплення, яке мало стати «столицею» колонії, — форт Новий Орлеан. За рішення регент Філіпа Орлеанського до Луїзіани переселено до 6 тис. білих поселенців і 3 тис. негрів, розпочато створення там рабовласницьких плантацій.
В 1714 році новий губернатор де Б'єнвіль отримав звістку про те, що А. Спотвуд, заступник губернатора англійської колонії Вірджинія здійснив похід за Аппалачі, маючи на меті надалі проникнути в долину Міссісіпі. Французи вирішили створити в долині річки великої нові форти для оборони від англійців.

## Перша, Друга та Третя війна
Навесні 1716 року де Б'єнвіль зібрав до 100 солдат і на 8 ботах відправився вгору по Міссісіпі. Експедиція висадилася на лівому березі річки поблизу головного селища індіанського племені натчез, якраз там, де нині знаходиться місто Натчез (штат Міссісіпі). Вожді натчез були викликані на переговори, де їм було висунуто ультиматум погодитися на те, щоб французи збудували на високому пагорбі над їх селищем форт. Індіанці спробували було вигнати загарбників, але французи вогнем з мушкетів швидко розсіяли натовп аборигенів, озброєних лише луками і кийками. Ця сутичка в історіографії отримала назву першої франко-натчезької війни.
Незабаром форт було зведено. Він отримав назву «Розалі» на честь дружини морського міністра маркіза Понтшартрена, що відав справами колоній Франції у Північній Америці. Укріплення були зведені за проєктом інженера П'єра де Барбезана. За товстими стінами форту знаходилися казарма і склади, на стінах стояли гармати.
Протиріччя між рядовими общинниками і знаттю натчез колонізатори навчилися використовувати в своїх інтересах досить скоро. Вони прагнули встановити контроль над володарем (мав титул Велике Сонце) і його родичів за допомогою єзуїтів, які сприяли колоніальній експансії. 1720 року місіонер-єзуїт П'єр дю Пра купив за безцінь у Великого Сонця ділянку розчищеної натчез землі розміром в 6 акрів, яку було використано під сад і плантацію тютюну. Трохи пізніше він купив ще дві ділянки землі.
Слідом за дю Пра аналогічні вигідні угоди з правителем індіанців здійснили й інші місіонери. Влада Луїзіани всіляко заохочували діяльність єзуїтів. У лютому 1722 році місіонери-єзуїти указом короля Людовика XV були перетворені в державних чиновників і їм ставилося в обов'язок ідеологічно обґрунтовувати колоніальну політику Франції. Загальна керівництво діями місіонерів було покладено на єзуїта Роже де Гюбуа, чия резиденція знаходилася в Новому Орлеані. Саме місіонерам вдалося перетворити правителя натчез і знати їх головного селища в слухняне знаряддя в руках колонізаторів. Проте аристократія інших селищ на чолі з вождями селища Біле Яблуко була налаштована вкрай вороже до французів, ненависть до яких розпалювали жерці сонячного культу.
Восени 1722 року відносини натчез з французами загострилися. Місіонери знову стали висувати претензії на індіанську землю, а офіцери і солдати форту Розалі постійно вимагали в індіанців хутро і шкури оленів як подарунки. Наприкінці вересня сержант французького форту зрадницьки вбив одного з представників знаті натчез, який відмовився обдаровувати француза. Комендант Розалі відмовився покарати вбивцю, і відразу спалахнуло повстання індіанців. Натчез спалили французькі плантації і взяли в облогу форт. Втім серед їх знаті не було єдності. Велике Сонце, його брат Татуйований Змій, його мати Татуйована Рука і «нобілі» натчез запропонували загарбникам мир, тоді як вожді селищ Біле Яблуко, Горіхове, Грірга і Тіу вимагали продовження військових дій. Поки індіанські вожді сперечалися французькі солдати зуміли вибити індіанських воїнів з форту Натчез. Після цього Велике Сонце негайно припинив опір колонізаторам, а незабаром видав загарбникам на розправу Сивового, вождя селища Біле Яблуко, та ще п'ять вождів повстання. Бранці були негайно страчені, а голови їх гарнізон Розалі виставив на жердинах над стінами форту.
Придушивши повстання, яке отримало в історіографії назву друга французько-натчезька війна, загарбники відновили зруйновані плантації, а потім стали вимагати нових земельних поступок.
Незабаром французи проникли на територію сусіднього з натчез і спорідненої з ними племені язу і збудували в долині лівої притоки Міссісіпі — річки Язу два нових форти. Вони прагнули також підпорядкувати собі племена конфедерації чікасавів. Тому язу і чікасави таємно встановили зв'язки з тими вождями натчез, які готові були до боротьби проти спільного ворога індіанських племен.
У 1723 році губернатор Б'єнвіль виступив проти індіанців-натцез, що намагалися виступити проти колонізаторів. Було спустошено селище Біле Яблуко. Походи французів проти селищ натчез тривало 1724 року. Ці події отримали назву третя франко-натчезька війна.

## Повстання
У 1725 році помер Татуйований Змій, а у 1728 році — його старший брат Велике Сонце. Натчезька аристократія негайно почала боротьбу за владу, в яку втрутилися французькі колонізатори, які домоглися, щоб новим володарем став їх ставленик — зовсім юний небіж померлого Великого Сонця. Його мати Вжалена Рука була індіанкою-натчез, а батько — французький офіцер. Новий правитель виховувався під наглядом єзуїтів, які не без підстави розраховували на покірність їм Великого Сонця.
Втім в конфедерації натчез все посилювався вплив прихильників опору загарбникам, що вступили в таємний союз з язу і чікасавами. Становище їх особливо зміцнилося після того, як чікасави передали натчез велику партію вогнепальної зброї, яку виміняли на хутро у торговців англійської колонії Південна Кароліна. Незабаром багато вояків-натчез вже навчилися швидко і влучно стріляти з мисливських карабінів.
Вожді повстання з усєї знаті" інформували спочатку в свої плани лише молодого володаря, а також жерців, які ненавидили єзуїтів. Профранцузски налаштовані аристократи практично нічого не знали про підготовку повстання.
На початку листопада 1729 року А. Шепар, комендант форту Розалі, який відрізнявся деспотизмом і самодурством навіть по відношенню до своїх підлеглих, викликав на переговори Велике Сонце і висунув йому ультиматум: негайно продати французьким плантаторам всі землі навколо Натчез, а його жителям переселитися в інші селища конфедерації. Шепар заявив, що дає натчез на роздуми 10 днів, після чого видворить їх з Натчез силою в разі відмови. Увечері того ж дня вожді зібралися на раду, на якій було вирішено почати з допомогою язу і чікасавів повстання, попередньо нейтралізувавши профранцузски налаштовану родову аристократію.
Ввечері 28 листопада Велике Сонце повідомив Шепару, що натчез готові залишити французам землю предків, і запропонував провести переговори про відшкодування індіанцям збитків за землі. На світанку 29 листопада більшість вояків натчез вдали, що вирушають на облавне полювання, а їх володар в супроводі кількох десятків вождів увійшов до форту Розалі. Коли Шепар приготувався до перемовин, Велике Сонце подав сигнал помахом палиці і його почт кинувся в атаку. Ніхто з 238 французів, які перебували в форте, не зміг організувати відсіч повстанцям. Майже всі чоловіки-французи були відразу перебиті, а жінок і дітей нападники перетворили в заручників. Натчези випустили на волю негрів рабів і віддали їм на розправу плантаторів — були забиті на смерть. Особливим чином розправилися з Шепаром: Велике Сонце наказав одному з мічмічгупів стратити французького офіцера, що вважалося великою ганьбою, оскільки карати вождів переможених супротивників могли тільки члени сім'ї правителя. Потім кілька французьких жінок і дітей були відправлені в супроводі індіанців провідників в Новий Орлеан, де вони повідомили новому губернатору Луїзіани П. Пер'є де Сальве про повстання натчез. В той же день, 3 грудня, стало відомо також, що повстали язу і чікасави, які знищили французькі форти, розташовані на їхній землі.
Новий Орлеан охопила паніка. Пер'є негайно відправив до Франції корабель, описавши плачевний стан Луїзіани і вимагаючи підкріплень. На підступах до Нового Орлеану посилено зміцнювалися блокгаузи Капітула, Брюль, Капа, Коте де Зальман і Пуант Купе. Тільки на початку лютого 1730 року Пер'є зумів підготувати вторгнення на землю натчез загону у кількості 1500 вояків, в складі якого були французи та допоміжний загін вояків конфедерації чоктавів, що ворогували з натчез і чікасавами.
Передовий загін французів під командуванням А. Ле Сьооа зумів завдати поразки невеликому загону натчез розвідників і взяти полонених, від яких Пер'є дізнався про стан справ в таборі повсталих. 25 березня французи оточили форт Розалі, зайнятий індіанцями, і стали бомбардувати його. Вночі індіанські вояки приховано залишили форт на човнах, перепливли на правий берег Міссісіпі, де їх дружньо зустріло плем'я уошита.
Всю весну 1730 року французькі солдати безуспішно ганялися по країні натчез за невловимими індіанськими вояками, які застосовували партизанську тактику несподіваних нападів на ворога із засідки. Натчез так ґрунтовно пошарпали ворога, що Пер'є змушений був повернутися до Нового Орлеану. Лише в листопаді 1730 року з метрополії прибуло підкріплення — дві роти морських піхотинців на чолі з молодшим братом губернатора Луїзіани. Незадовго до цього помічник Пер'є — Р. де Рюле — здійснив вилазку в країну натчез і зруйнував одне з їхніх сіл.
Натчези були готові до останнього боротися проти ворога разом з союзниками — язу і чікасавами. На півночі натчезької території повсталі збудували форт за зразком Розалі, і в ньому засіли понад 400 вояків — натчез, язу і чікасавів на чолі з Великим Сонцем, а також кілька десятків індіанських жінок, зокрема мати володаря. Наприкінці грудня великий французький загін взяв в облогу це укріплення. Після недовгого опору завдяки застосуваню гармат форт було захоплено. У полон потрапило 427 індіанців разом з Великим Сонцем і Вжаленою Рукою. Бранців негайно було доправлено до Нового Орлеану і продано плантаторам Санто-Домінго. Сотні вцілілих натчез змушені були тікати з земель предків. Понад 300 з них осіли в мускогомовній конфедерації криків, а інші — в конфедерації чікасавів, яка відмовилася прийняти ультиматум Пер'є про видачу втікачів.

## Підсумки
Війна проти індіанців важко позначилася на становищі Луїзіани. Колоніальна адміністрація підрахувала, що вона коштувала Франції 800 тис. ліврів, що у 2,5 рази перевищувала річний бюджет колонії. Проте колонізатори вважали, що витрати окупилися завдяки військовій поразці найсильнішого і організованого союзу індіанських племен долини Міссісіпі. Це дало змогу французьким властям зміцнити зв'язки Луїзіани з Канадою і посилити північноамериканські володіння Франції під час гострого колоніального суперництва з Англією.